# Вербняк, Александр Фёдорович
Александр Фёдорович Вербняк (род. 27 апреля 1953, станица Черниговская, Краснодарский край) — казахстанский государственный деятель, аким города Экибастуз с 2010 по 2016 год.

## Образование
- В 1981 году окончил факультет технологии машиностроения, металлорежущих станков и инструментов Казахского политехнического института им. В. И. Ленина, по специальности инженер-механик.
- В 2004 году окончил магистратуру Павлодарского университета, магистр менеджмента.
- В 2007 году защитил диссертацию на соискание учёной степени кандидата экономических наук.

## Трудовая деятельность
Трудовую деятельность начал:
- В апреле 1972 года инженером-механиком Земетчинского головного маслозавода (Пензенская область).
- С мая 1972 г. служил в рядах Советской Армии.
- С июня 1974 года работал в Оренбурге: инженером Оренбургского производственного объединения молочной промышленности.
- С августа 1974 года мастером Оренбургского маслозавода.
- С октября 1974 года мастером завода «Радиатор».
- С 1975 года слесарем СУ-3 треста «Оренбургэнергострой»
- С 1976 по 1984 годы служил в военно-строительном отряде Вооружённых Сил.
- С 1984 по 1995 годы работал на производстве и в партийных органах: инструктор Экибастузского горкома Компартии Казахстана.
- С 1986 года — директор молочного завода г. Экибастуза.
- С 1990 года — директор Павлодарского молочного комбината.
- С 1992 года — председатель АО «Сут» город Павлодар,
- С 1995 года на государственной службе:
- С 1995 по 1998 годы первый заместитель акима города Павлодар.
- С 1998 по 2001 год первый заместитель акима Северо-Казахстанской области.[1].
- С 2001 года. состоит в партии «Нур Отан»;
- С 22 ноября 2001 по 15 ноября 2010 года — первый заместитель акима Павлодарской области. Председатель Павлодарского областного филиала партии
- С 15 ноября 2010 года — назначен акимом города Экибастуз. Председатель городского филиала, член Политического совета НДП «Нур Отан»[2].
- С 29 июня 2013 по 29 апреля 2016 года — по итогам тестирования в корпус «А», вновь назначен акимом города Экибастуз.

## Награды
- Знак «Шахтёрская слава III степени» (2016)
- медаль «10 лет Астане» (2008)
- медаль «10 лет Парламенту Республики Казахстан» (2006)
- медаль «10 лет Конституции Республики Казахстан» (2005)
- орден «Курмет» (2004)
- медаль «10 лет независимости Республики Казахстан» (2001)
- медаль «Астана» (1998)
- юбилейная медаль «60 лет Вооружённых Сил СССР» (1978)
- медаль «60 лет Великой Октябрьской Социалистической революции» (1977)

## Семья
- Отец — Фёдор Игнатьевич Вербняк (1927—2002), был газоэлектросварщиком.
- Мать — Валентина Пантелеевна Вербняк, пенсионерка, работала учителем начальных классов.
- Жена — Людмила Ивановна Вербняк, заместитель директора ТОО «Веер» (г. Павлодар).
- Дети — Александр (род. 1975), Наталья (род. 1985), Артём (род. 1988).

## Избранные труды
- Вербняк А. Ф. Развитие аренды земель для производства сельскохозяйственной продукции : Автореф. дис. … канд. экон. наук. — Новосибирск, 2006. — 25 с.